# Thomas Kistner
Thomas Kistner (* 1958 in Karlsruhe) ist ein deutscher Sportredakteur der Süddeutschen Zeitung, der vor allem für investigative Beiträge zu den Schattenseiten des Sports, etwa Doping und Korruption bekannt ist („das schlechte Gewissen des deutschen Sportjournalismus“).
Nach einem Politikstudium in Heidelberg begann er bei der Badener Zeitung, wechselte später zu Münchner Abendzeitung und schließlich zur Süddeutschen Zeitung, bei der er für Sportpolitik zuständig ist.
Nach seiner Wahl zum Sportjournalisten des Jahres 2006 bekam er 2008 für den Artikel Spritzensport Fußball (Süddeutsche Zeitung Magazin) den Theodor-Wolff-Preis.
Unter den Sachbüchern, die er seit den späten 1990er Jahren schrieb, sticht die Kriminalgeschichte des größten Sportverbandes FIFA unter dem Titel FIFA-Mafia besonders hervor. Dazu schrieb Christof Siemes in der Wochenzeitung Die Zeit: „Seit das Buch Fifa-Mafia erschienen ist, kann es keinen Zweifel mehr daran geben, dass die Führung des Weltfußballverbands in ihrer geheimnisumwitterten Zentrale oberhalb der Stadt Zürich ein krummes Ding nach dem andern dreht.“ Es bekam von der Deutschen Akademie für Fußball-Kultur den Preis für das Fußballbuch des Jahres 2012.
2018 machte er als Kritiker von DFB-Präsident Reinhard Grindel auf sich aufmerksam. Er nannte Grindel „ein sportpolitisches Leichtgewicht“.

## Schriften
- Muskelspiele. Ein Abgesang auf Olympia (mit Jens Weinreich). Rowohlt Berlin, Berlin 1996, ISBN 3-87134-247-5.
- Das Milliardenspiel. Fußball, Geld und Medien (mit Jens Weinreich). Fischer Taschenbuch, Frankfurt am Main 1998, ISBN 3-596-13810-8.
- Der olympische Sumpf. Die Machenschaften des IOC (mit Jens Weinreich). Piper, München 2000, ISBN 3-492-04249-X.
- Die Spielmacher. Strippenzieher und Profiteure im deutschen Fußball (mit Ludger Schulze und Martin Hägele). DVA, Stuttgart 2001, ISBN 3-421-05513-0.
- Die Toten von Leticia. Organraub, Kokainschmuggel und Menschenjagd in Kolumbien (mit Georg Schultz Rosenau). DVA, München 2003, ISBN 3-421-05658-7.
- FIFA-Mafia. Die schmutzigen Geschäfte mit dem Weltfußball. Droemer, München 2012; erweiterte Ausgabe: Knaur, München 2014, ISBN 978-3-426-78548-5.
- Schuss. Die geheime Dopinggeschichte des Fußballs. Droemer, München 2015, ISBN 978-3-426-42714-9.